# Gustav Brantedal
Gustav Brantedal, född 1938 i Vänersborg, död 21 december 2021, var en svensk lokalpolitiker, musiker och målare. 
Brantedal debuterade med en utställning i Säffle 1964 och medverkade därefter i omkring 75 utställningar i bland annat  Åmål, Karlstad, Landskrona och Örebro med flera orter. Bland hans offentliga arbeten märks dekorationer för Hagfors församling 1971 och Örebro kommun 1977 och 1978. Han tilldelades Örebro kommuns resestipendium. Brantedal är representerad vid Hagfors församling, Säffle kommun, Örebro kommun, Örebro läns landsting och Örebro läns museum. Som lokalpolitiker satt han i flera nämnder som representant för Vänsterpartiet.